# David Onley
David Charles Onley, né le 12 juin 1950 à Midland en Ontario et mort le 14 janvier 2023 à Toronto,,, est un journaliste et un homme politique canadien, il est le 28e lieutenant-gouverneur de l'Ontario de 2007 à 2014.

## Biographie
Commencée à l'âge de trois ans, David Onley se bat contre une poliomyélite, résultant en une paralysie partielle.

### Lieutenant-gouverneur

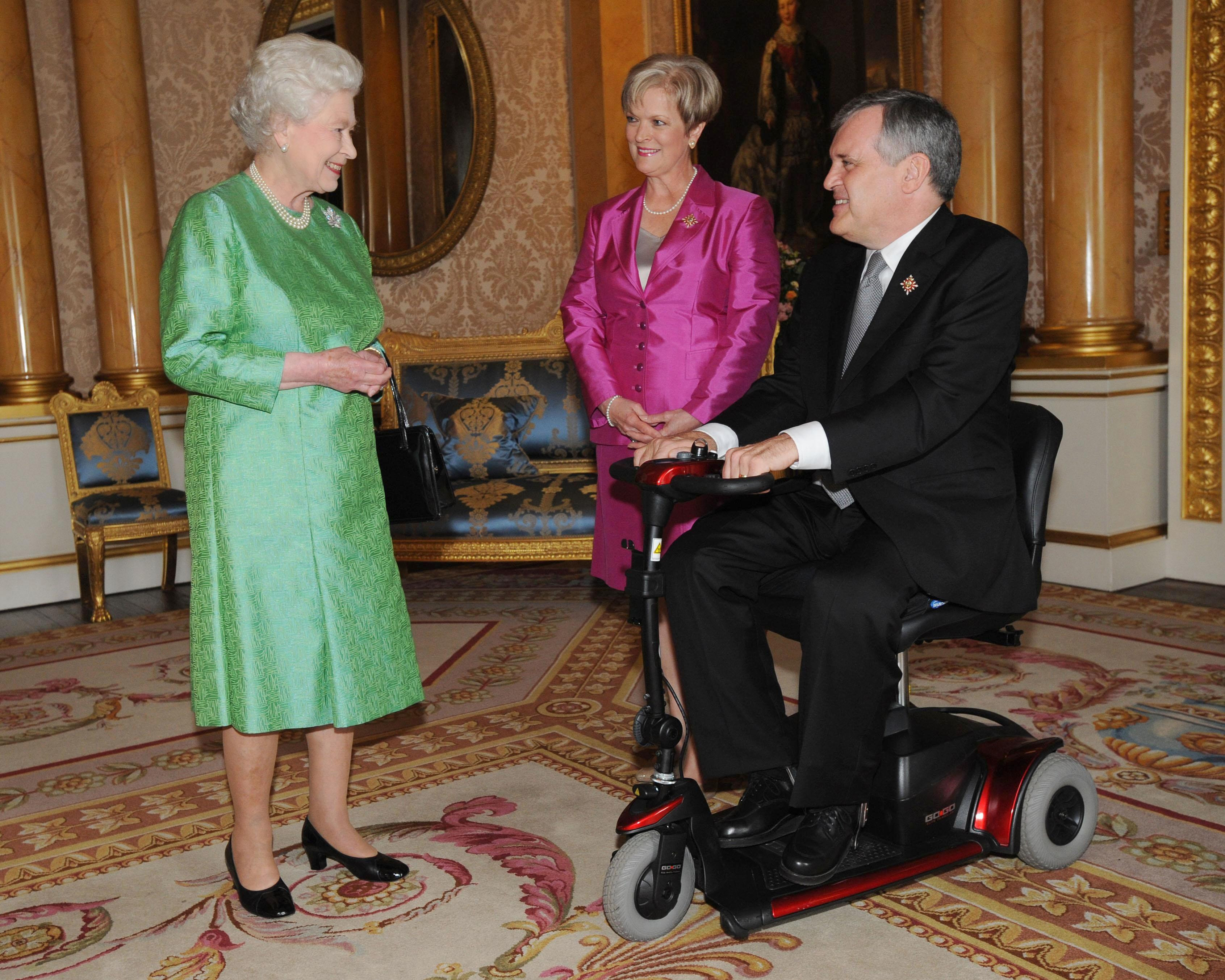
La reine Elizabeth II recevant en audience David Onley à Buckingham Palace en 2008.